# آبشار نلی
آبشار نلی (به انگلیسی: Nellie Falls) آبشاری است که در واشنگتن، ایالات متحده آمریکا واقع شده و ارتفاع کلی ریزشگاه آن ۱۵۰ پا است.